# Antonella Lattanzi
Antonella Lattanzi (Bari, 1979) è una scrittrice e sceneggiatrice italiana.

## Biografia
Antonella Lattanzi è nata nel 1979 a Bari e vive a Roma.
Esordisce nel 2004 con i racconti Col culo scomodo per poi dedicarsi al folclore della sua regione d'origine con Leggende e racconti popolari della Puglia e Guida insolita ai misteri, ai segreti, alle leggende e alle curiosità della Puglia. 
Il suo primo romanzo è Devozione del 2010 al quale hanno fatto seguito Prima che tu mi tradisca (finalista al Premio Stresa 2013) e Una storia nera (2017), romanzo sul tema del divorzio e della violenza domestica, vincitore del Premio Cortina d'Ampezzo. La scrittrice è attiva anche nella televisione (ha collaborato al programma Le invasioni barbariche) e nella carta stampata (collabora con Tuttolibri de La Stampa e con Il Venerdì de La Repubblica).
In ambito cinematografico è autrice della sceneggiatura (assieme al regista e a Filippo Gravino) del film Fiore di Claudio Giovannesi del 2013, di 2night di Ivan Silvestrini del 2016 e del dramma di grande successo Il campione, diretto da Leonardo D'Agostini.
Nel 2021 pubblica per HarperCollins il romanzo Questo giorno che incombe, presentato al Premio Strega da Domenico Starnone e vincitore del Premio Letterario Elio Vittorini e del Premio Scerbanenco.
Nel 2023 pubblica Cose che non si raccontano, che viene invitata a presentare al programma Rai Chesarà..., e per cui riceve il plauso da parte della critica. Infatti, così il libro viene recensito dal critico Rossano Astremo su Il manifesto:
Sempre nel 2024, dal suo romanzo Una storia nera è tratto un film omonimo di cui lei è anche sceneggiatrice.
Lo scrittore Niccolò Ammaniti nel 2024 ha scritto così di Antonella Lattanzi:

## Opere

### Romanzi
- Devozione, Torino, Einaudi, 2010 ISBN 978-88-06-19932-6.[13]
- Prima che tu mi tradisca, Torino, Einaudi, 2013 ISBN 978-88-06-21504-0.
- Una storia nera, Torino, Mondadori, 2017 ISBN 978-88-04-67486-3.[14]
- Questo giorno che incombe, Milano, HarperCollins, 2021 ISBN 978-88-6905-699-4
- Cose che non si raccontano, Torino, Einaudi, 2023 ISBN 978-88-0625-945-7.

### Saggistica
- Leggende e racconti popolari della Puglia: streghe, templari, angeli, fate e demoni nella ricca eredità della tradizione orale, Roma, Newton Compton, 2006 ISBN 88-541-0680-1.
- Guida insolita ai misteri, ai segreti, alle leggende e alle curiosita della Puglia, Roma, Newton Compton, 2007 ISBN 978-88-541-0903-2.

### Racconti
- Col culo scomodo (non tutti i piercing riescono col buco), Roma, Coniglio editore, 2004 ISBN 88-88833-20-X.

### Antologie
- A casa nostra di AA. VV. , Wagenbach, 2011 ISBN 978-38-031-3237-6.
- Mattino di cicale di AA. VV. , Ghezzano, San Giuliano Terme, Felici, 2011 ISBN 978-88-6019-478-7.
- Vinavil in Granta Italia n. 2 Sesso. Milano, Rizzoli, 2011 ISBN 978-88-1705-329-7
- Ti scrivo da Sella: antologia dei racconti nati dal progetto Sei scrittori in cerca di alpeggio di AA. VV., Scurelle, Litodelta, 2012 ISBN 978-88-904974-2-1.
- L' età della febbre: storie di questo tempo di AA. VV. , Roma, Minimum fax, 2015 ISBN 978-88-7521-649-8.

### Traduzioni
- Augustus: il romanzo dell'imperatore di John Edward Williams, Roma, Castelvecchi, 2010 ISBN 978-88-7615-406-5.
- Innocenti bugie di Elizabeth Chandler, Roma, Newton Compton, 2011 ISBN 978-88-541-2981-8.

## Filmografia
- Fiore, regia di Claudio Giovannesi (2016)
- 2night, regia di Ivan Silvestrini (2016)
- Il campione, regia di Leonardo D'Agostini (2019)
- Per tutta la vita, regia di Paolo Costella (2021)
- Una storia nera, regia di Leonardo D'Agostini (2024)